# Гистология
Гистоло́гия (от греч. ἱστός «ткань» + λόγος «знание, слово, наука») — раздел биологии, изучающий строение, жизнедеятельность и развитие тканей живых организмов. Обычно это делается рассечением тканей на тонкие слои и с помощью микротома. В отличие от анатомии, гистология изучает строение организма на тканевом уровне (предмет изучения — ткани).

## Классификация видов
Гистоло́гия челове́ка — раздел медицины, изучающий строение тканей человека.
Патогистоло́гия, гистопатоло́гия (от греч. πάθος «страдание, боль, болезнь») — раздел микроскопического изучения поражённой ткани; является важным инструментом патоморфологии (патологическая анатомия), так как точный диагноз рака и других заболеваний обычно требует гистопатологического исследования образцов.
Гистоло́гия суде́бно-медици́нская — раздел судебной медицины, изучающий особенности повреждений на тканевом уровне.
Количественная гистология — изучает закономерности развития и функционирования тканей, используя при этом количественные переменные и строгие методы проверки гипотез.

## Источник материала для исследований
Гистологическое исследование производится в отношении материала (органов и тканей), полученного при выполнении хирургических операций, биопсии или вскрытии (секционный материал).

## История
См. основную статью - История гистологии
Гистология зародилась задолго до изобретения микроскопа. Первые описания тканей встречаются в работах Аристотеля, Галена, Авиценны, Везалия. В 1665 году Р. Гук ввёл понятие клетки и наблюдал в микроскоп клеточное строение некоторых тканей. Гистологические исследования проводили М. Мальпиги, А. Левенгук, Я. Сваммердам, Н. Грю и др. Новый этап развития науки связан с именами К. Вольфа и К. Бэра — основоположников эмбриологии.
В XIX веке гистология была полноправной академической дисциплиной. В середине XIX века А. Кёлликер, Ф. Лейдиг и др. создали основы современного учения о тканях. Открытия в цитологии и создание клеточной теории стимулировали развитие гистологии. Р. Вирхов положил начало развитию клеточной и тканевой патологии.  Большое влияние на развитие науки оказали труды И. И. Мечникова и Л. Пастера, сформулировавших основные представления об иммунной системе.
Нобелевскую премию по физиологии или медицине 1906 года присудили двум гистологам, Камилло Гольджи и Сантьяго Рамон-и-Кахалю. Они имели взаимно-противоположные воззрения на нервную структуру головного мозга в различных рассмотрениях одинаковых снимков.
В XX веке продолжалось совершенствование методологии, что привело к формированию гистологии в её нынешнем виде. Современная гистология тесно связана с цитологией, эмбриологией, медициной и другими науками. Гистология разрабатывает такие вопросы, как закономерности развития и дифференцировки клеток и тканей, адаптации на клеточном и тканевом уровнях, проблемы регенерации тканей и органов и др. Достижения патологической гистологии широко используются в медицине, позволяя понять механизм развития болезней и предложить способы их лечения.

## Методы исследования
Методы исследования в гистологии включают приготовление гистологических препаратов с последующим их изучением с помощью светового или электронного микроскопа. Гистологические препараты представляют собой мазки, отпечатки органов, тонкие срезы кусочков органов, возможно, окрашенные специальным красителем, помещённые на предметное стекло микроскопа, заключённые в консервирующую среду и покрытые покровным стеклом.

### Приготовление гистологического препарата
Приготовление гистологических препаратов включает в себя несколько этапов: взятие материала, фиксация, обезвоживание, заливка, получение срезов препарата, окрашивание и заключение срезов.
1. Вырезка или биопсия — взятие материала острым хирургическим инструментом, скальпелем или бритвой (лезвием), предполагает предотвращение высыхания и аутолиза образца ткани до фиксации, деформации инструментами. Оптимальный размер кусочков ткани для гистологического анализа определяется задачами исследования и, как правило, составляет не более 1,0×1,0×0,5 см. Такой размер образцов позволяет обеспечить быструю и равномерную пропитку материала фиксатором и предотвратить аутолиз ткани в глубине кусочка ткани[2]. При наличии патологически измененных участков тканей и органов кусочки вырезают на границе с нормальной тканью. Кусочки полых органов вырезают таким образом, чтобы в препарате были видны все слои стенки[3]. Образцы тканей помещаются в специальные гистологические или биопсийные кассеты из пластика, закрывающиеся на замок[4].
2. Фиксация (от лат. fixatio — закрепление) — вырезанные фрагменты ткани непосредственно с лезвия ножа погружают в фиксатор, в роли которого чаще всего выступает формалин, реже — спирты, пикриновая кислота и др. Такая обработка предотвращает распад клеток и разрушение структуры ткани под действием собственных ферментов клеток и процессов гниения, таким образом сохраняя прижизненную структуру и делая возможным изучение ткани. Принцип действия фиксирующих жидкостей основан на быстрой гибели клеток и коагуляции белка. Наиболее распространённый тип фиксации — иммерсионная фиксация (от лат. immersio — погружение), при которой фрагмент ткани целиком погружается в раствор; в экспериментальных условиях также используют перфузионную фиксацию (от лат. perfusio — вливание), при которой фиксатор вводят через сосудистую систему[5]. При этом используют как технический формалин (марка ФМ ГОСТ 1625-89), так и подготовленный («забуференный» формалин), который отличается большей стабильностью — не образуется белый осадок, свойственный техническому формалину при температуре ниже 40 °С. После погружения кусочков в сосуд с фиксатором туда же опускают этикетку с номером (шифром, маркировкой)
3. Проводка — процесс дегидратации (обезвоживания) фрагмента ткани и пропитки его парафином. Этот этап обеспечивает уплотнение ткани, которое, в свою очередь, необходимо для получения срезов (если ткань будет излишне мягкой, то при микротомировании она будет «сминаться», образуя складки, разрывы и другие артефакты, делающие её непригодной к изучению). Традиционно проводку осуществляли путём последовательного погружения ткани в растворы ксилола и этилового спирта[5], однако такой метод имеет ряд существенных недостатков, как то: трудоёмкость, длительность (до четырёх суток)[6], испарение реагентов в воздух лаборатории (что небезопасно для сотрудников лаборатории, так как ксилолы образуют взрывоопасные паровоздушные смеси, вызывают острые и хронические поражения кроветворных органов, при контакте с кожей — дерматиты)[7], а также нестабильное качество получаемой ткани, зависящее от человеческого фактора, а именно действий лаборанта. Для решения проблем такого рода лаборатории используют альтернативные реагенты, такие как изопропанол, являющийся нетоксичным, а также аппараты — гистопроцессоры, имеющие закрытый контур и таким образом не допускающие испарений в воздух лаборатории. Путём использования гистопроцессоров также можно значительно уменьшить время проводки по сравнению с ручным методом (до одного часа при использовании гистопроцессора Xpress 120[8]) за счёт применения вакуум-инфильтрационной и микроволновой методик.
4. Заливка — процесс создания блока, достаточно твёрдого, чтобы быть пригодным для резки (микротомирования). Выполняется путём заливания фрагмента ткани жидким парафином, целлоидином, пластмассой или специальными средами для заливки. Затем залитую ткань остужают до затвердевания блока. Целлоидин в настоящее время практически не используется; чистый парафин также обладает рядом недостатков, делающих его непригодным для исследования — при его затвердевании образуются кристаллы, уменьшающие его объём на 5—10 %, что, в свою очередь, ведёт к деформации ткани[9], а также из-за кристаллической структуры он легко крошится при резке. Поэтому чаще всего для изготовления блоков пользуются специальными заливочными средами, представляющими собой смесь парафинов с присадками в виде рисового, пчелиного воска или полимеров. Эти присадки придают парафину эластичность, что не даёт ему крошиться при резке. Чтобы создать гомогенную среду для заливки, воск и парафин расплавляют, охлаждают и тщательно перемешивают, повторяя всю процедуру 5—10 раз. Это достаточно трудоёмкий процесс, качество получаемой среды нестабильно, поэтому некоторые лаборатории пользуются готовыми средами для заливки, изготовленными в заводских условиях и не требующими дополнительной гомогенизации.
5. Резка, или микротомирование, представляет собой изготовление тонких срезов на специальном приборе — микротоме. Толщина срезов, предназначенных для световой микроскопии, не должна превышать 4—5 мкм, для электронной — 50—60 нм.
6. Окрашивание срезов позволяет выявить структуру ткани за счёт неодинакового химического сродства различных элементов ткани к гистологическим красителям. Например, окраска гематоксилином и эозином позволяет выявить кислые структуры ткани, такие как ДНК и РНК, за счёт их связывания с гематоксилином, имеющим щелочную реакцию, и цитоплазму клеток, которая связывается с эозином[10] (основная статья — окраска гематоксилином и эозином). Перед окрашиванием выполняется монтирование среза на предметное стекло. Для избежания формирования складок срез после микротомирования помещают на поверхность подогретой воды, где он расправляется, а потом уже на стекло. Окрашивание, как и все остальные стадии процесса изготовления гистологического препарата, может выполняться вручную и автоматически. Различают традиционное окрашивание и иммуногистохимическое.
7. Заключение срезов представляет собой помещение окрашенного среза, монтированного на предметном стекле, под покровное стекло с использованием среды для заключения, имеющей коэффициент преломления, близкий к таковому у стекла — канадский бальзам, полистирол, специальные среды для заключения. Заключённый препарат можно хранить достаточно длительное количество времени (исключение — при использовании полистирола препарат постепенно теряет прозрачность, а сам полистирол трескается. Данные изменения при заключении полистиролом значительно уменьшаются, если в полистирол добавить пластификатор (например дибутилфталат), при таком условии срок годности гистопрепарата увеличивается до 10 лет даже без покровного стекла, в течение 3 лет изменений практически не происходит).

### Основные методы гистологического исследования
- Световая микроскопия;
- Фазово-контрастная микроскопия;
- Темнопольная микроскопия;
- Интерференционная микроскопия;
- Поляризационная микроскопия;
- Люминесцентная (флуоресцентная) микроскопия;
- Ультрафиолетовая микроскопия;
- Электронная микроскопия;
- Цитоспектрофотометрия;
- Радиоавтография;
- Иммуноцитохимические методы;
- Метод культуры клеток;
- Микроскопическая хирургия клетки.